# Jakow Szyszkin
Jakow Wasiljewicz Szyszkin (ros. Яков Васильевич Шишкин, ur. 23 grudnia 1921 we wsi Aleksiejewka w obwodzie saratowskim, zm. 27 grudnia 1979 w Mińsku) – radziecki lotnik wojskowy, pułkownik, Bohater Związku Radzieckiego (1945).

## Życiorys
Do 1936 skończył 7 klas szkoły powszechnej w Wolsku, od listopada 1938 służył w Armii Czerwonej, w 1940 ukończył wojskową szkołę lotniczą w Engelsie. Służył w 162 rezerwowym pułku lotniczym w Zachodnim Okręgu Wojskowym, w lipcu 1941 został instruktorem w 6 zapasowym pułku lotniczym w Nadwołżańskim Okręgu Wojskowym, zajmował się szkoleniem pilotów, w 1943 ukończył kursy doskonalenia kadry oficerskiej w Lipiecku i w grudniu 1943 został skierowany na front. Od grudnia 1943 do lutego 1944 był zastępcą dowódcy eskadry 728 pułku lotnictwa myśliwskiego, a od lutego 1944 do maja 1945 dowódcą eskadry 32 pułku lotnictwa myśliwskiego, walczył na 1 Froncie Ukraińskim, uczestniczył w walkach na terytorium Prawobrzeżnej Ukrainy, Polski i Czechosłowacji oraz w operacji berlińskiej. Wykonał 244 loty bojowe i stoczył 36 walk powietrznych, w których strącił osobiście 19 samolotów wroga. Po wojnie służył w Siłach Powietrznych Moskiewskiego Okręgu Wojskowego, 1948–1950 był dowódcą eskadry w wyższej szkole oficerskiej, 1950–1957 dowodził pułkiem myśliwskim Lotnictwa Dalekiego Zasięgu (w 1955 otrzymał stopień pułkownika), w 1957 został zastępcą dowódcy dywizji lotniczej w Karpackim Okręgu Wojskowym. W 1959 ukończył kursy przy Akademii Wojskowo-Powietrznej w Monino i został zastępcą dowódcy, potem dowódcą dywizji lotniczej w Grupie Wojsk Radzieckich w Niemczech, 1966-1968 służył w Białoruskim Okręgu Wojskowym, w lipcu 1968 został zwolniony do rezerwy.

## Odznaczenia
- Złota Gwiazda Bohatera Związku Radzieckiego (27 czerwca 1945)
- Order Lenina (1945)
- Order Czerwonego Sztandaru (dwukrotnie, 1944 i 1945)
- Order Wojny Ojczyźnianej I klasy (1944)
- Order Czerwonej Gwiazdy (dwukrotnie, 1955 i 1957)

I medale.